# کالا و خدمت زیست‌محیطی
کالاها و خدمات زیست‌محیطی مزایای اقتصادی (کالاها و خدمات) ناشی از عملکردهای بوم‌شناختی اکوسیستم‌ها هستند. چنین مزایایی به جای انسان به تنهایی به همه جانداران زنده، از جمله جانوران و گیاهان تعلق می‌گیرد. با این حال، اهمیتی که کالاها و خدمات زیست‌محیطی برای نیازهای بهداشتی، اجتماعی، فرهنگی و اقتصادی برای جامعه فراهم می‌کنند، در حال افزایش است.